# Incursion de l'Éthiopie par les shebabs
 (octobre 2023).
Si vous disposez d'ouvrages ou d'articles de référence ou si vous connaissez des sites web de qualité traitant du thème abordé ici, merci de compléter l'article en donnant les références utiles à sa vérifiabilité et en les liant à la section « Notes et références ».
 (octobre 2023).
La mise en forme du texte ne suit pas les recommandations de Wikipédia : il faut le « wikifier ».
Les points d'amélioration suivants sont les cas les plus fréquents. Le détail des points à revoir est peut-être précisé sur la page de discussion.
- Les titres sont pré-formatés par le logiciel. Ils ne sont ni en capitales, ni en gras.
- Le texte ne doit pas être écrit en capitales (les noms de famille non plus), ni en gras, ni en italique, ni en « petit »…
- Le gras n'est utilisé que pour surligner le titre de l'article dans l'introduction, une seule fois.
- L'italique est rarement utilisé : mots en langue étrangère, titres d'œuvres, noms de bateaux, etc.
- Les citations ne sont pas en italique mais en corps de texte normal. Elles sont entourées par des guillemets français : « et ».
- Les listes à puces sont à éviter, des paragraphes rédigés étant largement préférés. Les tableaux sont à réserver à la présentation de données structurées (résultats, etc.).
- Les appels de note de bas de page (petits chiffres en exposant, introduits par l'outil «  Source ») sont à placer entre la fin de phrase et le point final[comme ça].
- Les liens internes (vers d'autres articles de Wikipédia) sont à choisir avec parcimonie. Créez des liens vers des articles approfondissant le sujet. Les termes génériques sans rapport avec le sujet sont à éviter, ainsi que les répétitions de liens vers un même terme.
- Les liens externes sont à placer uniquement dans une section « Liens externes », à la fin de l'article. Ces liens sont à choisir avec parcimonie suivant les règles définies. Si un lien sert de source à l'article, son insertion dans le texte est à faire par les notes de bas de page.
- La présentation des références doit suivre les conventions bibliographiques. Il est recommandé d'utiliser les modèles {{Ouvrage}}, {{Chapitre}}, {{Article}}, {{Lien web}} et/ou {{Bibliographie}}. Le mode d'édition visuel peut mettre en forme automatiquement les références.
- Insérer une infobox (cadre d'informations à droite) n'est pas obligatoire pour parachever la mise en page.

Pour une aide détaillée, merci de consulter Aide:Wikification.
Si vous pensez que ces points ont été résolus, vous pouvez retirer ce bandeau et améliorer la mise en forme d'un autre article.
Guerre civile somalienne et conflit éthio-somalien
L'incursion de l'Éthiopie par les shebabs a débuté en juillet 2022 lorsque le groupe militant islamiste al-Shabaab a lancé une incursion depuis la Somalie de la région Somali de l'Éthiopie. À la suite d'attaques du côté somalien de la frontière, les militants rebelles ont d'abord attaqué la zone Afder éthiopienne le 21 juillet et occupé la ville de Hulhul avant d'être repoussés par les forces paramilitaires de la région Somali. Le 25 juillet, les militants ont lancé une deuxième incursion à Ferfer qui a également été vaincu. D'autres attaques transfrontalières se sont poursuivies les jours suivants, tandis que l'Éthiopie a lancé des contre-attaques en réponse. Les affrontements entre les rebelles somaliens et les forces de sécurité à l'intérieur de l'Éthiopie se sont prolongés jusqu'au début du mois d'août, et au moins un petit contingent d'al-Shabaab a réussi à échapper à la force éthiopienne et a atteint sa cible principale, les montagnes de Balé.
L'incursion est la plus grande attaque d'al-Shabaab sur le territoire éthiopien à ce jour.

## Contexte

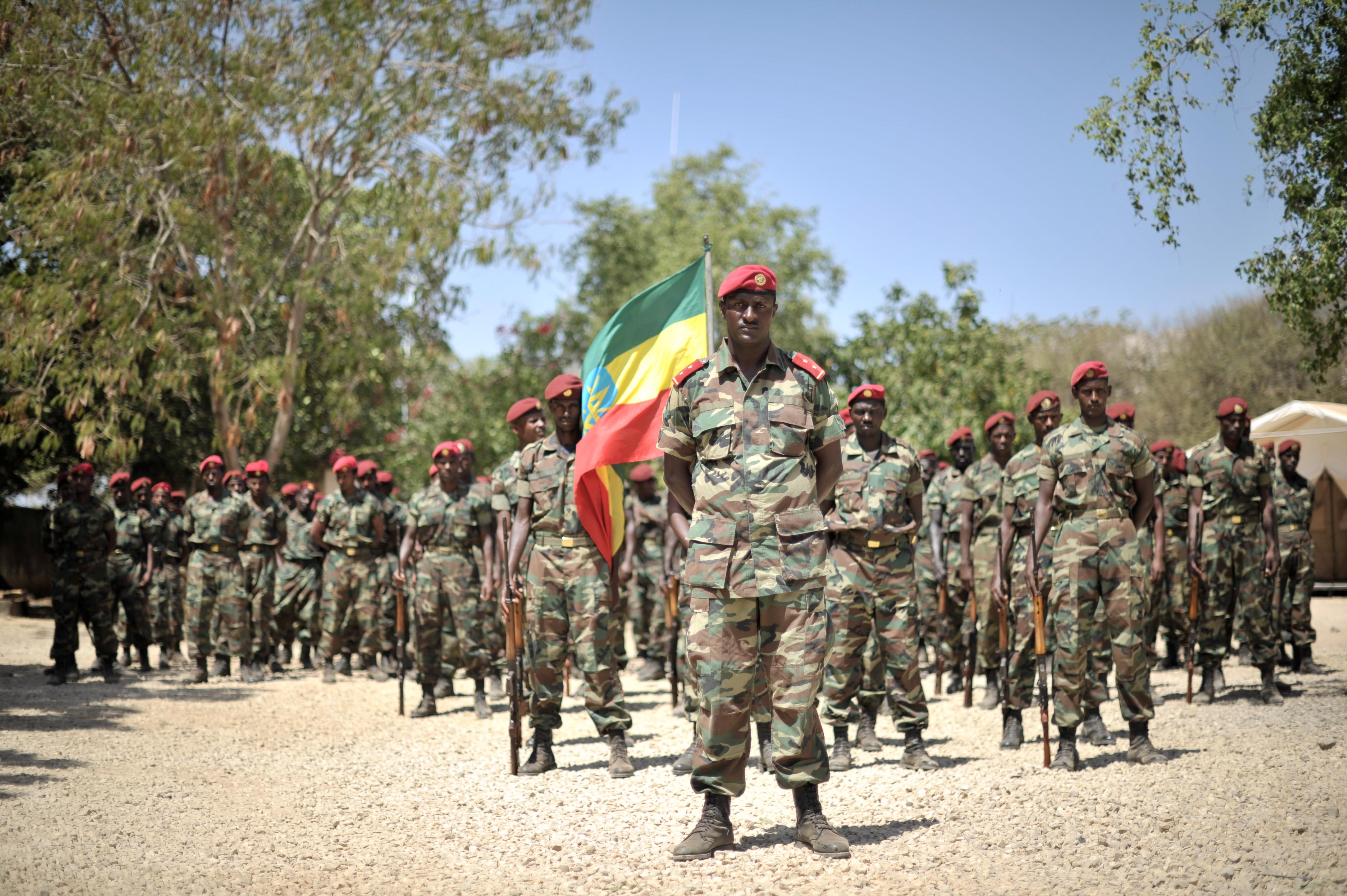
Soldats de la Force de défense nationale éthiopienne en Somalie, en 2014.

Historiquement, la frontière éthiopienne-somalienne a été disputée et a été le lieu de plusieurs guerres et conflits armés mineurs. En outre, l'est de l'Éthiopie a été touché par un certain nombre de rébellions ethno-nationalistes, dont certaines étaient motivées par le séparatisme dans la région somalienne et l'Oromia.
La Somalie a sombré dans la guerre civile dans les années 1980/90, et un groupe militant somalien nommé Al-Ittihad al-Islami a commencé à lancer des raids en Éthiopie au milieu des années 1990. Ce faisant, il a peut-être noué des liens avec des rebelles locaux tels que le Front islamique pour la libération d'Oromia (en) (IFLO). En 1996, l'Éthiopie a répondu à ces raids en lançant sa première intervention armée en Somalie, suivie d'une autre intervention à partir de 2006. Depuis lors, le pays a maintenu une présence armée, déployant à la fois la Force de défense nationale éthiopienne (ENDF) ainsi que la police Liyu dans le pays voisin. Dans ses interventions, l'Éthiopie a combattu divers groupes rebelles somaliens, notamment al-Shabaab, successeur d'Al-Ittihad al-Islami. Au niveau international, al-Shabaab s'est aligné sur al-Qaïda. Le groupe a également exprimé son soutien aux idées pan-somaliennes, décrivant la frontière éthiopienne-somalienne comme "artificielle".
Dans l'ensemble, al-Shabaab n'a pu organiser que quelques attaques à l'intérieur de l'Éthiopie. En 2006, une force al-Shabaab dirigée par Aden Ayrow a envahi l'Éthiopie pour se venger de l'intervention éthiopienne en Somalie, mais cette opération a été rapidement vaincue. Le chef d'Al-Shabaab, Ahmed Abdi Godane, a alors créé le Jabhat ou "Front éthiopien" pour organiser des attentats terroristes, mais cette force n'a pas eu d'impact. D'autres plans d'attaque de l'aile du renseignement d'al-Shabaab, Amniyaat, ont également été déjoués. Les responsables éthiopiens ont souvent arrêté des infiltrés rebelles présumés. En 2020, cependant, la guerre du Tigré a éclaté et a considérablement affaibli l'ENDF, entraînant un retrait partiel des forces éthiopiennes de Somalie. Malgré cela, 4 000 soldats éthiopiens restaient stationnés en Somalie à la mi-2022. Pendant ce temps, al-Shabaab a connu une période de croissance, augmentant le nombre de ses attaques et capturant plus de territoire en Somalie.
En 2021, il semblait que le gouvernement éthiopien pourrait s'effondrer en raison de la guerre du Tigré. L'analyste de la sécurité Matt Bryden a fait valoir qu'al-Shabaab a probablement commencé à planifier une incursion à cette époque, dans l'espoir d'exploiter l'instabilité de son ennemi de longue date. Le groupe rebelle a commencé à former des milliers de combattants pour cette opération, recrutant un grand nombre de somaliens et d'Oromo d'origine éthiopienne. Une autre incitation à lancer une incursion s'est présentée lorsque Hassan Sheikh Mohamoud a été élu président de la Somalie. Hassan s'est engagé à lancer une campagne plus agressive contre al-Shabaab qui s'est ainsi soucié "d'établir une profondeur stratégique" en étendant sa zone d'opérations en Éthiopie. Al-Shabaab a également commencé à se préparer à une incursion en essayant de mettre en place un petit réseau de partisans à Elekere, au plus profond de l'Éthiopie. En mai 2022, les insurgés ont lancé une série d'attaques pour affaiblir la présence pro-gouvernementale éthiopienne et somalienne à la frontière, peut-être pour préparer l'incursion suivante. Début juillet, Osman Abu Abdi Rahman, gouverneur al-Shabaab de Bakool, a déclaré la guerre à la police Liyu. Cinq jours avant l'incursion, les forces de sécurité éthiopiennes ont mené un raid à Elekere, tuant un religieux local appelé Cheikh Mohamed Hassan Osman qui a été identifié comme un "commandant d'al-Shabab" et un "ouvrier".

## Incursion
L'offensive rebelle a commencé le 20 juillet 2022 lorsqu'al-Shabaab a fermé les réseaux téléphoniques dans tout l'État du sud-ouest de la Somalie. Une unité d'al-Shabaab a ensuite lancé une attaque surprise contre quatre colonies du côté somalien de la frontière, dont les villes d'Aato et de Yeed (en) ainsi que le village de Washaaqo. Ces colonies étaient garnies de policiers éthiopiens Liyu. Les rebelles ont vaincu les garnisons d'Aato et de Yeed et ont incendié les bases éthiopiennes dans les deux villes. À cette époque, le chef d'Al-Shabaab Fu'ad Mohamed Khalaf a rendu visite à Aato et a profité de l'occasion pour dénoncer la police Liyu. Selon le journaliste de Voice of America Harun Maruf, les analystes de Critical Threats Liam Karr et Emily Estelle, ainsi que des responsables régionaux et du renseignement somaliens, cette première attaque était une opération de diversion conçue pour faciliter une incursion en Éthiopie par une autre force d'al-Shabaab. Les responsables locaux et les civils ont déclaré que les forces pro-gouvernementales ont finalement repris Aato et Yeed. Les deux parties prétendaient avoir infligé de lourdes pertes à l'autre.
Le 20 ou 21 juillet 2022, environ 500 combattants d'al-Shabaab ont traversé la frontière à Yeed de Bakool en Somalie dans la zone Afder en Éthiopie. La force d'incursion se serait principalement composée de militants recrutés en Éthiopie même. Le "Front éthiopien" d'Al-Shabaab, dirigé par Ali Diyaar, était connu pour avoir pris part à l'opération. Les rebelles ont avancé de 150 kilomètres sur le territoire éthiopien. Ils ont capturé la ville de Hulhul, mais y ont été encerclés par les forces paramilitaires de la région Somali le 22 juillet. Dans la bataille suivante de trois jours pour Hulhul, la force rebelle a été détruite ou au moins forcée de battre en retraite. Le gouvernement éthiopien a affirmé que ses troupes avaient tué plus de 100 rebelles d'al-Shabaab à Hulhul, et détruit 13 véhicules.
Le 24 ou 25 juillet, un contingent d'al-Shabaab d'environ 200 combattants a fait une autre incursion à Ferfer, affrontant les forces de sécurité au village de Lasqurun. Après quelques combats, cette attaque a également été repoussée par les forces de sécurité de la région Somali. Ce dernier a affirmé avoir tué 85 rebelles lors de cet affrontement. Pendant ce temps, l'ENDF a déployé des renforts dans la région Somali. À ce stade, les responsables éthiopiens ont fait valoir que tous les envahisseurs avaient été éliminés, bien que les analystes de la sécurité aient averti que certains rebelles auraient pu se faufiler à travers les lignes défensives pro-gouvernementales. Le gouvernement éthiopien a admis plus tard que les opérations contre les envahisseurs d'al-Shabaab se poursuivaient. Selon Critical Threats, une unité rebelle était entrée en Éthiopie à l'est d'El Barde (en) et était toujours active entre Gode et Kelafo le 27 juillet. Une troisième force d'invasion, comptant plusieurs centaines de militants d'al-Shabaab, serait également entrée en Éthiopie à cette époque. Des rebelles appartenant à cette force ont ensuite été aperçus près d'Elekere, Jaraati et Imi. Selon des "rapports crédibles", certaines troupes d'al-Shabaab se dirigeaient également vers Moyale.
Les militaires de l'ENDF et de la région Somali ont commencé à planifier une contre-offensive contre les insurgés somaliens et ont ensuite lancé une série d'attaques terrestres et aériennes le long de la frontière qui ont infligé plusieurs pertes aux rebelles. Le gouvernement de la région Somali a également annoncé son intention de créer une zone tampon le long de la frontière pour empêcher d'autres incursions rebelles. Le 29 juillet, Aato était de retour sous contrôle pro-gouvernemental, bien qu'il ait été de nouveau attaqué par une grande force d'al-Shabaab. Le 31 juillet, l'Éthiopie a annoncé qu'elle avait tué trois commandants rebelles à la frontière, bien qu'al-Shabaab l'ait nié. Fu'ad Mohamed Khalaf aurait été parmi les morts, tout comme le commandant en chef des frontières d'al-Shabaab, Ubeda Nur Isse, et un porte-parole. Les civils locaux ont organisé des groupes d'autodéfense ad hoc pour chasser les rebelles traînards. Les affrontements en Éthiopie ont duré jusqu'au début du mois d'août et un petit contingent d'al-Shabaab (soupçonné de compter 50 à 100 combattants) a atteint sa cible, les montagnes de Balé, probablement dans la région élargie d'Elekere.

## Analyse
Les responsables de la région Somali ont affirmé que les envahisseurs d'al-Shabaab avaient prévu d'avancer jusqu'à Oromia pour se coordonner avec l'Armée de libération d'Oromo (OLA). L'OLA mène une insurrection indépendante contre le gouvernement éthiopien et fait partie d'une importante alliance rebelle interrégionale en 2021. Cependant, le Long War Journal (en) et d'autres chercheurs ont fait valoir qu'une coopération entre l'OLA et al-Shabaab est peu probable, car aucune preuve indépendante de liens entre les deux factions n'a été révélée jusqu'à présent. De plus, l'OLA est un groupe nationaliste laïque en contraste frappant avec l'alignement fortement religieux d'al-Shabaab. Au lieu de cela, les affirmations officielles semblaient refléter les déclarations précédentes du gouvernement éthiopien qui a à plusieurs reprises allégué des liens entre divers groupes d'insurgés locaux et al-Shabaab afin de présenter les rebelles locaux comme des organisations terroristes. Al-Shabaab a également précédemment rejeté les accusations de coopération avec les rebelles éthiopiens, déclarant que ces derniers étaient "non islamiques" et "donc indignes de son soutien".
Des journalistes indépendants ont soutenu qu'al-Shabaab n'essayait probablement pas de se coordonner avec d'autres insurgés, mais plutôt d'essayer d'ouvrir une nouvelle ligne de front en Éthiopie. Alors que les combats étaient toujours en cours, l'analyste de la Corne de l'Afrique, Matt Bryden, a fait valoir que les rebelles avaient probablement pour objectif d'avancer dans les montagnes de Balé. Cela a été confirmé plus tard par des responsables locaux et le mouvement d'un groupe d'al-Shabaab. Le Long War Journal a émis l'hypothèse qu'al-Shabaab avait l'intention d'exploiter les tensions locales et les combats entre divers groupes dans les montagnes de Balé, y compris par l'OLA, pour y établir leurs propres bases.
L'ancien responsable d'al-Shabaab, Omar Mohamed Abu Ayan, a fait valoir que l'incursion avait probablement été menée pour des raisons de propagande par les insurgés somaliens.

## Conséquences
Le gouvernement éthiopien a qualifié l'incursion de victoire majeure sur la force d'invasion. Cependant, un certain nombre de responsables de la région Somali ont informé Voice of America que les envahisseurs d'al-Shabaab avaient infligé de lourdes pertes aux Éthiopiens et capturé plusieurs administrateurs locaux avant que leur force principale ne soit vaincue. De plus, au moins certains des envahisseurs avaient atteint leur cible, bien que les responsables éthiopiens aient affirmé qu'ils étaient trop peu nombreux pour établir une présence viable. Le président de la région Somali, Mustafa Mohammed Omar (en), a déclaré qu'il avait rendu visite aux troupes qui avaient repris Hulhul et les avait remerciées pour leur service.